# Estadi Joseph Marien
L'estadi Joseph Marien és un camp de futbol que es troba a Vorst, als afores de Brussel·les, Bèlgica. Inaugurat el 1919, és la seu del Royale Union Saint-Gilloise i té una capacitat de 5.500 espectadors. El 1920 va ser una de les quatre seus de la competició de futbol dels Jocs Olímpics d'Anvers.